# クリスティ・マシューソン
“クリスティ”クリストファー・マシューソン（Christopher "Christy" Mathewson、 1880年8月12日 - 1925年10月7日）は、アメリカメジャーリーグの野球選手（投手）。右投右打。ペンシルベニア州ファクトリーヴィル出身。愛称は「Big Six」、「The Christian Gentleman」。
歴代3位となる通算373勝を上げた20世紀初頭の著名な投手であり、最初に野球殿堂入りを果たした5人の中の1人である。

## 経歴

### プロ入り前
1880年8月12日、キリスト教長老派教会（プレスビテリアン）の富裕な家庭に生まれる。バックネル大学を卒業後、1900年にマイナーリーグであるバージニア・カロライナリーグのノーフォークから、ニューヨーク・ジャイアンツに入団する。大学出身のメジャーリーグ入りした選手第一号であった。

### 現役時代
入団1年目は順調にいかず、7月に入団して6試合に登板。0勝3敗で防御率も5点台と振るわず、12月には一度ジャイアンツからノーフォークに送り返されている。ところが、その素質に目をつけていたシンシナティ・レッズからすぐさま指名され、一旦はレッズの支配下選手となっていた。その後エイモス・ルーシーの交換トレードが行われ、再びジャイアンツに戻ってくることになる。
1901年からその真価を発揮し始め、40試合に登板して防御率2.41、20勝17敗の成績を上げてジャイアンツの主力投手の座を射止めた。トレード相手のルーシーがわずか3試合で滅多打ちにあって現役を引退したのとは対照的な結果となった。
1902年は14勝しか挙げられなかったものの、うち8試合が完封勝利であった。

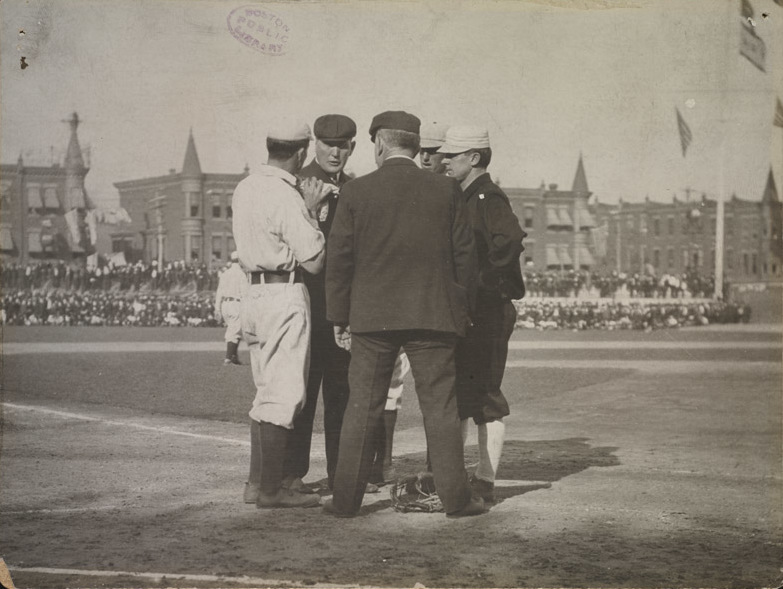
1905年のワールドシリーズ

1903年にはリーグ最多奪三振とともに30勝を達成、1905年まで3年連続で「30勝、最多奪三振」を記録し、リーグを代表する投手となる。1905年の防御率はリーグ最高の1.28で、この年はナショナルリーグの投手三冠を手中にしている。またワールドシリーズに初めて出場し、登板した3試合すべてで完封という離れ業をやってのけた。同一のワールドシリーズで3完封を記録したのはマシューソンが唯一である。

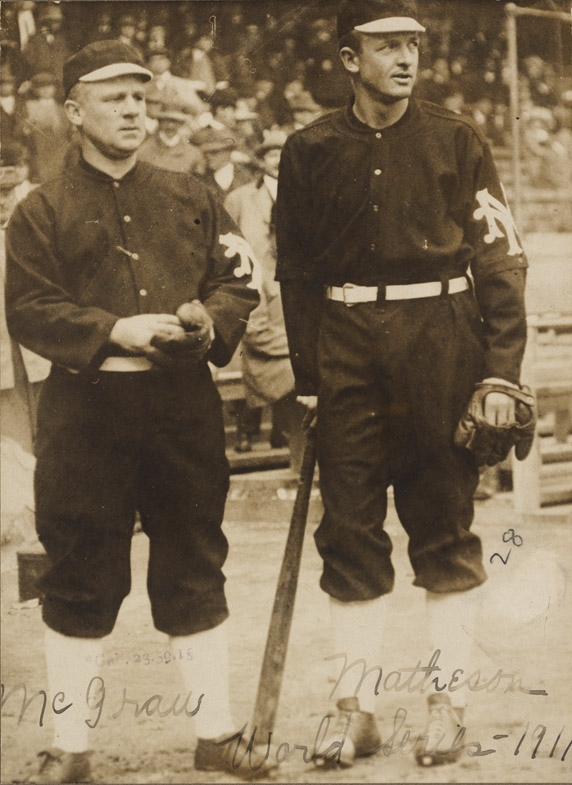
1911年のワールドシリーズ、ジャイアンツ監督であったジョン・マグローとマシューソン

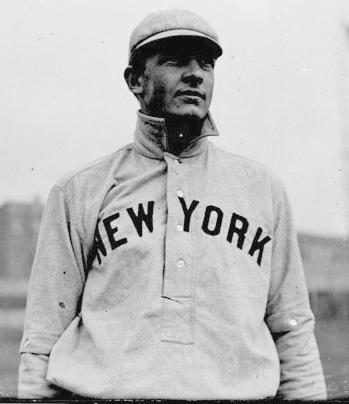
クリスティ・マシューソン

その後1914年までの間に、12年連続で20勝をあげ、リーグ最多奪三振を5度、最多勝を4度、最優秀防御率を5度記録した。1907年に挙げた37勝は現在でもナショナルリーグ記録（1901年以降）である。1908年には投手三冠王とセーブ王を同時に獲得するというチャールズ・ラドボーン以来の快挙を達成した。当時の決め球は、あまりの変化量とキレから「フェイドアウェイ」と呼ばれた。現在であれば、スクリューボールと呼ばれたであろう。
1916年シーズン中にシンシナティ・レッズに移籍し、同年に現役引退。通算373勝はメジャーリーグ史上3位、通算防御率2.13は歴代5位（投球回2000イニング以上）の記録である。また通算で2502奪三振を挙げ、対して四球は844しか与えなかった。

### 引退後・第一次世界大戦出征

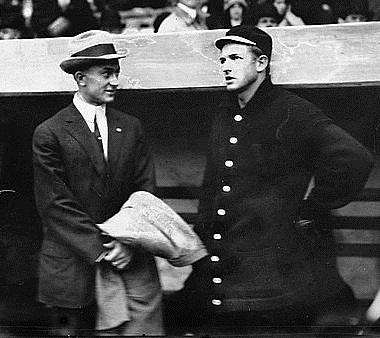
1911年のワールドシリーズ期間中にタイ・カッブ（左）と

1918年、第一次世界大戦に出征。化学作戦部隊に属して、毒ガスの使用法とそれに対する防御方訓練を受け、ヨーロッパの戦場へと駆り立てられた。一行の中にはジョージ・シスラーやタイ・カッブもおり、いずれも教官として毒ガス・火炎放射器部隊へと配属させられた。当時、その部隊は陸軍きっての劣等兵が集められており、スポーツ選手の言うことなら聞くだろうという理由からのものであった。その指導の賜物もあり、劣等兵とみなされた兵士たちも渋々ながらも命令に従っていくようになる。
当時の訓練の一つに「兵士たちを気密室に送り込んで、警告なしに毒ガスを放出する」という危険なものがあり、全ての兵士は手の合図を見ただけでガスマスクをかぶらなければならなかった。しかしある日、マシューソンやカッブたちは肝心の信号を見落としてしまい、毒ガスの充満する気密室に閉じ込められた。マシューソンやカッブは毒ガスをいくらか吸い込んでようやく事態に気がつき、すぐにマスクをつけ、手探りで壁を見つけて外に転げ出た。この時は肺が侵されていることに気づかなかったが、それから数週間の間、胸から無色の痰が排出され、恐ろしい咳が続いたという。その後カッブはかろうじて回復しており、後にカッブは痰が止まったとき、本当に救われた思いがしたと振り返っている。実際にこの事件で閉じ込められた16人のうち、8人までが死亡している。
その一方でマシューソンはカッブに「タイラス、あそこで毒ガスを嫌と言うほど吸ってしまったんだ。ひどく気分が悪いんだよ」と語りつつ血がまじった痰を吐くなど、肺を病むこととなった。そしてこの訓練こそがマシューソンの死の遠因となった。

### 晩年

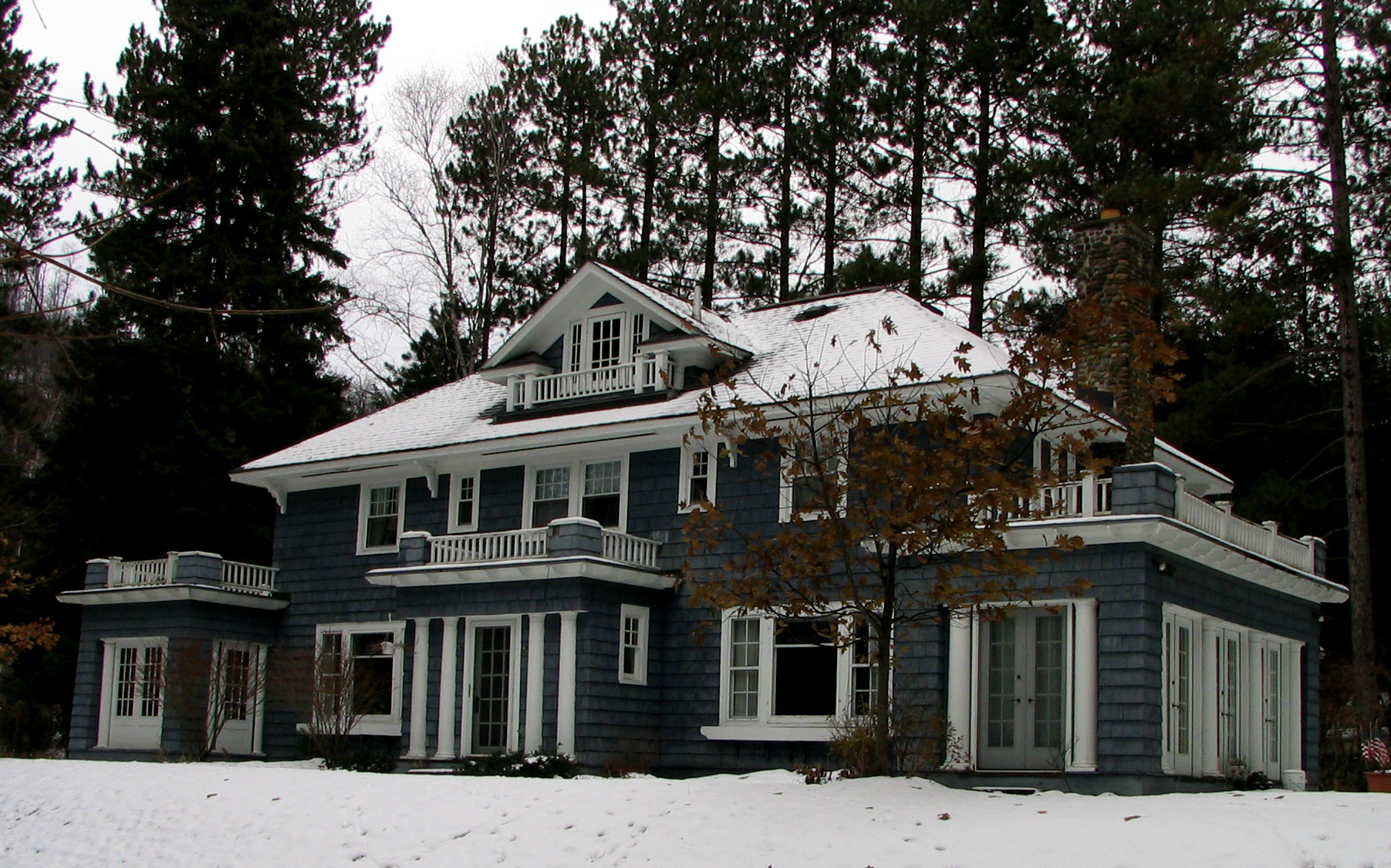
マシューソンが療養生活を過ごしたサラナク湖畔のコテージ

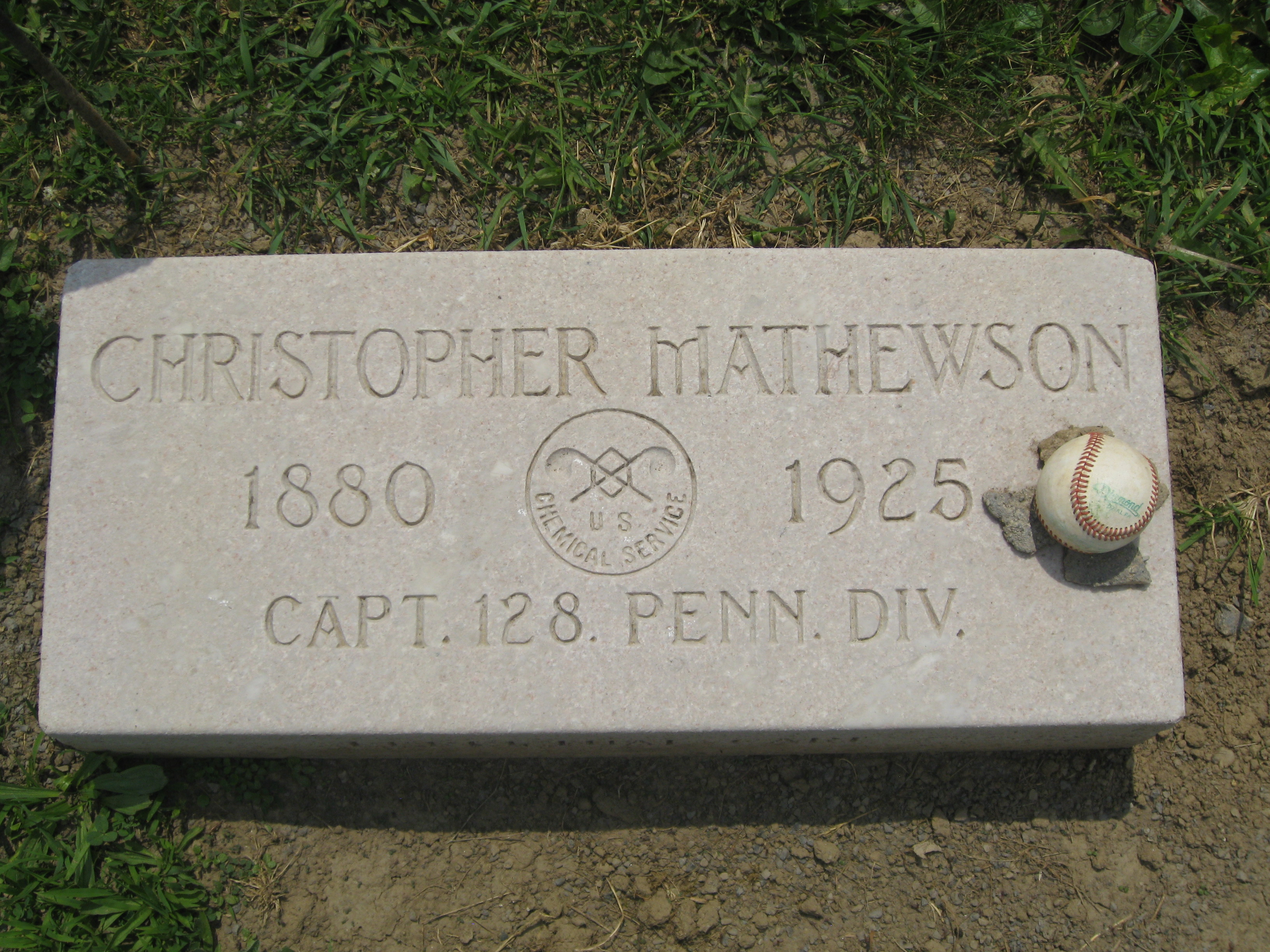
マシューソンの墓。ペンシルバニア州ルイスバーグにあるルイスバーグ墓地に建てられている。

第一次大戦終戦後、復員したマシューソンは療養地として知られるニューヨーク州サラナク湖にて療養生活を送ることになるが、その療養中に「人間は読んだり、書いたり、話したり、また動いたりすることさえ出来なくなるとつい余計なことを考えるものだから、僕は頭の中で野球の練習をすることにしたよ。実際にグラウンドにいるのと同じ気持ちで次々と新しい事態を想像して、それに対する処置を研究するのさ。毎日こうして過ごしているから、ゲームについて今まで気がつかなかったことを、たくさん勉強したよ」とカッブに語っている。
一時的に健康を取り戻すことはあったが、療養の甲斐なく1925年に肺病（結核）のため療養先のニューヨーク州サラナク湖畔の療養所にて、45歳で死去。墓は故郷に程近い、ペンシルバニア州ルイスバーグに建てられている。
カッブは後年、マシューソンの最期について「あの忌まわしい運命の日のことを、私はまざまざと覚えている」、「1925年、この不世出の大投手クリスティ・マシューソンの生命の火はついに燃え尽きた。ちょうど彼独特の、あのフェイドアウェイのボールのように」と自伝で振り返っており、「奇跡的に生き残った同僚のひとりとして、私は彼に対し、心からの敬意を表したい。彼は数々の大記録を残したが、私が思い出すのは、その面での彼ではない。スポーツ界まれに見る偉大な人物、偉大な競技者としての彼に対し、私は衷心からの尊敬をささげるものである」と記している。

### 死後

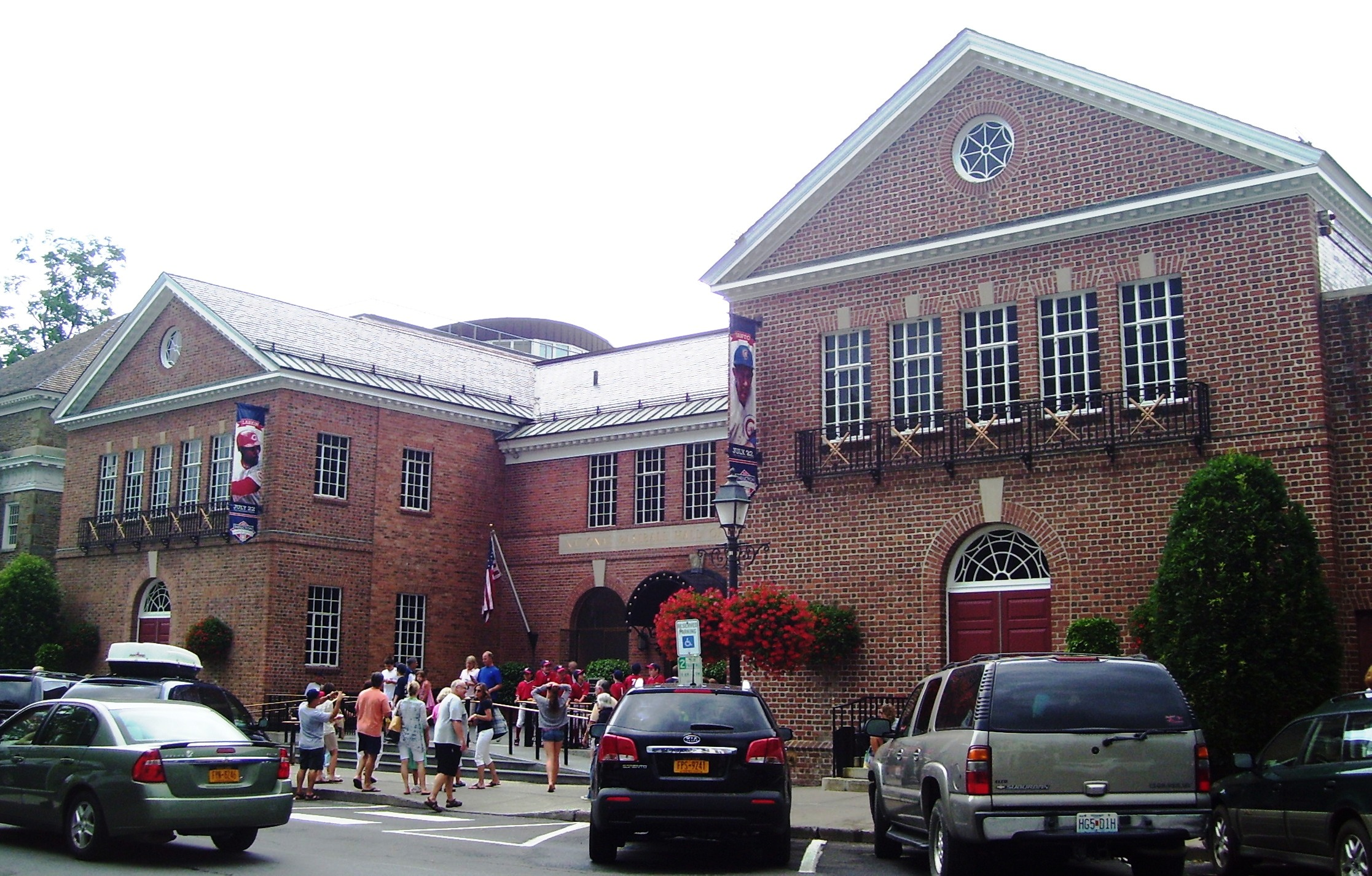
アメリカ野球殿堂博物館
National Baseball Hall of Fame and Museum

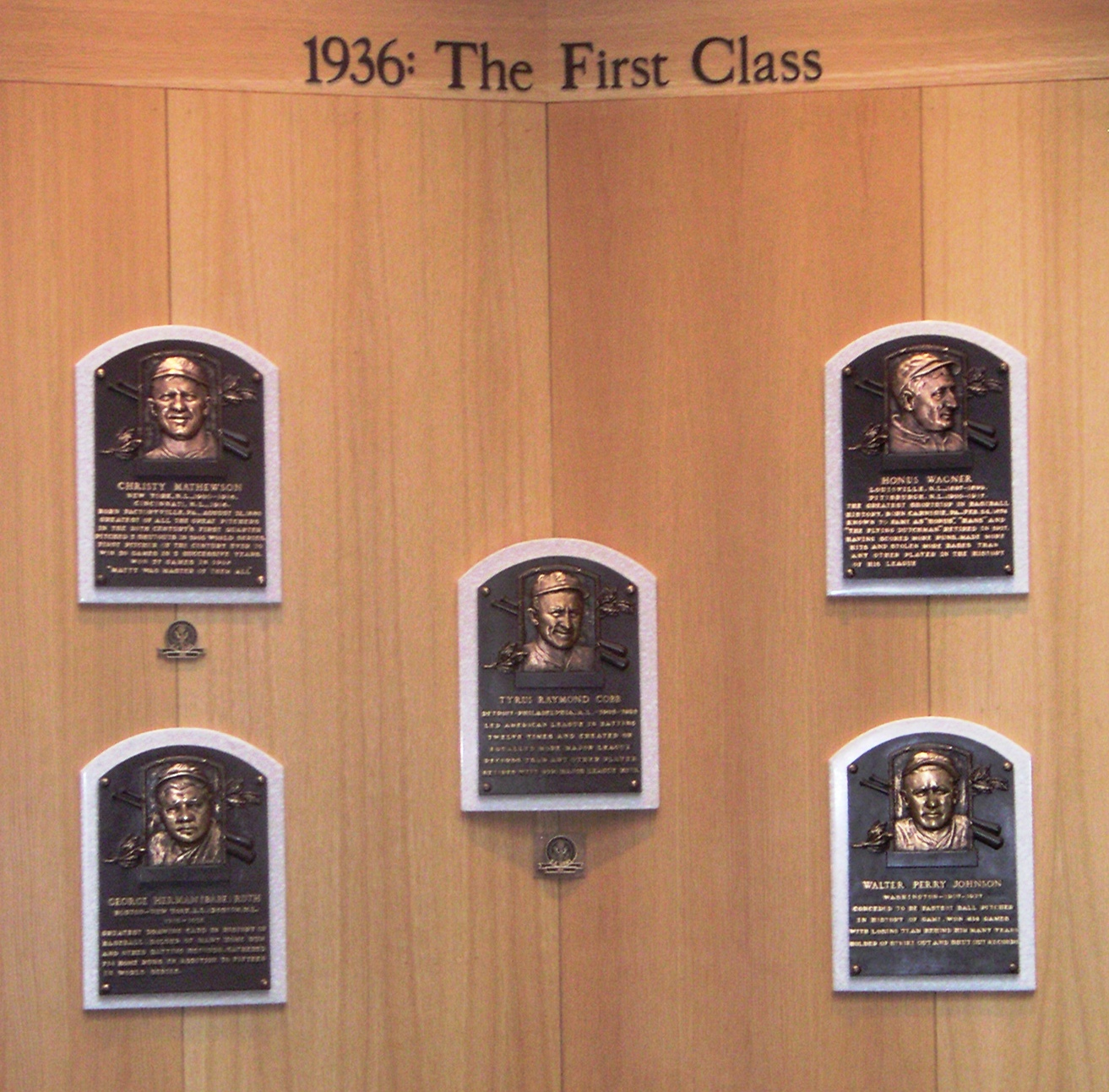
1936年に最初に殿堂入りした5人の選手のレリーフ。クリスティ・マシューソン（左上）、ベーブ・ルース（左下）、タイ・カッブ（中央）、ホーナス・ワグナー（右上）、ウォルター・ジョンソン（右下）

1936年にアメリカ野球殿堂博物館が設立された際に、タイ・カッブ、ベーブ・ルースらと共に最初に殿堂入りした5人のうちのひとりとなった。

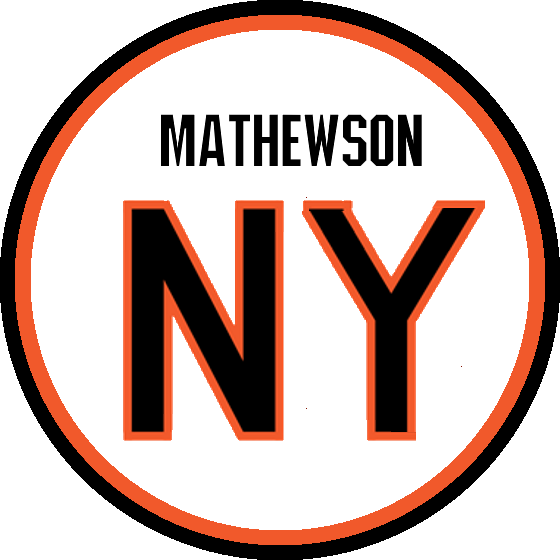
マシューソン在籍当時フランチャイズだった「NY」。
サンフランシスコ・ジャイアンツの永久欠番扱いとして1988年指定。

また、古巣ジャイアンツにおいて、当時のフランチャイズであったニューヨークの二文字『NY』として、当時の上司にして監督であったジョン・マグローとともに永久欠番扱いとして1988年に顕彰されている。

## 逸話

### 人物
非常に神経質な性格で、現役当初は負けるとチームメートから離れて一人で泣いていたという。また、信仰心に篤く、プロになっても日曜日（キリスト教の安息日）には登板しなかった。
現在では当たり前のように行われている投球後に肩や肘を冷やすアイシングは、マシューソンがノーヒットノーランを記録した試合の後に行っていた事が始まりといわれている。
投手としての持ち味は、針の穴をも通すコントロールと、打者の外角へ逃げ去る変化球「フェイドアウェイ」にあった。唯一の弱点は、味方チームが大量リードを奪うと気が緩むことだった。
野球以外にも「American checkers（チェッカーの一種）」の名人として有名で、世界チャンピオンと対戦したこともあった。また、アメリカンフットボールでも才能を発揮しており、1900年に全米代表に選出されている。1902年シーズン終了後にはプロチームのピッツバーグ・スターズでフルバックとしてプレーしたが、この年限りでチームは消滅した。
弟のヘンリーもニューヨーク・ジャイアンツで投手をしていたが、通算0勝に終わっている。
投手としての球種はフェイドアウェイ(現在のスクリューボール)、ドロップカーブ。(米書　「guide　to　pitchers」より)

## 詳細情報

### 年度別投手成績
| 年 度      | 球 団      | 登 板 | 先 発 | 完 投 | 完 封 | 無 四 球 | 勝 利 | 敗 戦 | セ 丨 ブ | ホ 丨 ル ド | 勝 率 | 打 者 | 投 球 回 | 被 安 打 | 被 本 塁 打 | 与 四 球 | 敬 遠 | 与 死 球 | 奪 三 振 | 暴 投 | ボ 丨 ク | 失 点 | 自 責 点 | 防 御 率 | W H I P |
| ---------- | ---------- | ----- | ----- | ----- | ----- | -------- | ----- | ----- | -------- | ----------- | ----- | ----- | -------- | -------- | ----------- | -------- | ----- | -------- | -------- | ----- | -------- | ----- | -------- | -------- | ------- |
| 1900       | NYG        | 6     | 1     | 1     | 0     | --       | 0     | 3     | 0        | --          | .000  | 157   | 33.2     | 37       | 1           | 20       | --    | 4        | 15       | 1     | 0        | 32    | 19       | 5.08     | 1.69    |
| 1901       | NYG        | 40    | 38    | 36    | 5     | 2        | 20    | 17    | 0        | --          | .541  | 1361  | 336.0    | 288      | 3           | 97       | --    | 13       | 221      | 23    | 1        | 131   | 90       | 2.41     | 1.15    |
| 1902       | NYG        | 34    | 33    | 29    | 8     | 3        | 14    | 17    | 0        | --          | .452  | 1142  | 284.2    | 248      | 3           | 73       | --    | 10       | 164      | 17    | 2        | 114   | 65       | 2.11     | 1.13    |
| 1903       | NYG        | 45    | 42    | 37    | 3     | 2        | 30    | 13    | 2        | --          | .698  | 1502  | 366.1    | 321      | 4           | 100      | --    | 10       | 267      | 18    | 0        | 136   | 92       | 2.26     | 1.15    |
| 1904       | NYG        | 48    | 46    | 33    | 4     | 5        | 33    | 12    | 1        | --          | .733  | 1437  | 367.2    | 306      | 7           | 78       | --    | 4        | 212      | 10    | 2        | 120   | 83       | 2.03     | 1.04    |
| 1905       | NYG        | 43    | 37    | 32    | 8     | 3        | 31    | 9     | 3        | --          | .775  | 1294  | 338.2    | 252      | 4           | 64       | --    | 1        | 206      | 6     | 3        | 85    | 48       | 1.28     | 0.93    |
| 1906       | NYG        | 38    | 35    | 22    | 6     | 3        | 22    | 12    | 1        | --          | .647  | 1092  | 266.2    | 262      | 3           | 77       | --    | 3        | 128      | 4     | 0        | 100   | 88       | 2.97     | 1.27    |
| 1907       | NYG        | 41    | 36    | 31    | 8     | 4        | 24    | 12    | 2        | --          | .667  | 1235  | 315.0    | 250      | 5           | 53       | --    | 2        | 178      | 5     | 0        | 88    | 70       | 2.00     | 0.96    |
| 1908       | NYG        | 56    | 44    | 34    | 11    | 17       | 37    | 11    | 5        | --          | .771  | 1469  | 390.2    | 281      | 5           | 42       | --    | 3        | 259      | 2     | 0        | 85    | 62       | 1.43     | 0.84    |
| 1909       | NYG        | 37    | 33    | 26    | 8     | 11       | 25    | 6     | 2        | --          | .806  | 998   | 275.1    | 192      | 2           | 36       | --    | 0        | 149      | 4     | 0        | 57    | 35       | 1.14     | 0.83    |
| 1910       | NYG        | 38    | 35    | 27    | 2     | 7        | 27    | 9     | 0        | --          | .750  | 1242  | 318.1    | 292      | 5           | 60       | --    | 3        | 184      | 8     | 0        | 100   | 67       | 1.89     | 1.11    |
| 1911       | NYG        | 45    | 37    | 29    | 5     | 13       | 26    | 13    | 3        | --          | .667  | 1208  | 307.0    | 303      | 5           | 38       | --    | 1        | 141      | 2     | 0        | 102   | 68       | 1.99     | 1.11    |
| 1912       | NYG        | 43    | 34    | 27    | 0     | 9        | 23    | 12    | 5        | --          | .657  | 1263  | 310.0    | 311      | 5           | 34       | --    | 2        | 134      | 3     | 0        | 107   | 73       | 2.12     | 1.11    |
| 1913       | NYG        | 40    | 35    | 25    | 4     | 16       | 25    | 11    | 2        | --          | .694  | 1195  | 306.0    | 291      | 8           | 21       | --    | 0        | 93       | 3     | 0        | 94    | 70       | 2.06     | 1.02    |
| 1914       | NYG        | 41    | 35    | 29    | 5     | 15       | 24    | 13    | 2        | --          | .649  | 1251  | 312.0    | 314      | 16          | 23       | --    | 2        | 80       | 7     | 0        | 133   | 104      | 3.00     | 1.08    |
| 1915       | NYG        | 27    | 24    | 11    | 1     | 3        | 8     | 14    | 0        | --          | .364  | 768   | 186.0    | 199      | 9           | 20       | --    | 1        | 57       | 1     | 0        | 97    | 74       | 3.58     | 1.18    |
| 1916       | NYG        | 12    | 6     | 4     | 1     | 1        | 3     | 4     | 2        | --          | .429  | 256   | 65.2     | 59       | 3           | 7        | --    | 0        | 16       | 0     | 0        | 27    | 17       | 2.33     | 1.01    |
| 1916       | CIN        | 1     | 1     | 1     | 0     | 0        | 1     | 0     | 0        | --          | 1.000 | 43    | 9.0      | 15       | 1           | 1        | --    | 0        | 3        | 1     | 0        | 8     | 8        | 8.00     | 1.78    |
| '16計      |            | 13    | 7     | 5     | 1     | 1        | 4     | 4     | 2        | --          | .500  | 299   | 74.2     | 74       | 4           | 8        | --    | 0        | 19       | 1     | 0        | 35    | 25       | 3.01     | 1.10    |
| 通算：17年 | 通算：17年 | 636   | 552   | 435   | 79    | *114     | 373   | 188   | 30       | --          | .665  | 18913 | 4780.2   | 4218     | 91          | 844      | --    | 59       | 2502     | 114   | 6        | 1616  | 1133     | 2.13     | 1.06    |

- 太字はリーグ1位

### タイトル
- 最多勝利：4回（1905年、1907年、1908年、1910年）
- 最優秀防御率：5回（1905年、1908年、1909年、1911年、1913年）（歴代3位タイ）
- 最多奪三振：5回（1903年～1905年、1907年、1908年）
- 最多セーブ投手：1回（1908年）

### 記録
- メジャーリーグベースボール・オールセンチュリー・チーム選出：1999年

- ノーヒットノーラン：2回（1901年7月15日、1905年6月13日)
- 通算勝利数：373（歴代3位タイ）
- 通算完封：79（歴代3位）
- 通算防御率：2.13（歴代5位）
- ワールドシリーズ出場：4回（1905年、1911年、1912年、1913年）

#### 球団通算記録
- 勝利数：372
- 防御率：2.12
- WHIP：1.06
- 勝率：.664（2500イニング以上）
- 与四球率：1.59（1500イニング以上）
- 投球回：4779.2
- 奪三振：2504
- 先発数：551
- 完投数：434
- 完封数：79

全てジャイアンツ歴代1位

#### 球団シーズン記録
- 防御率：1.14（1909年）
- WHIP：0.827（1908年）
- 被安打率：6.28（1909年）
- 与四球率：0.62（1913年）
- 完封数：11（1908年）

### 監督としての戦績
※順位は年度最終順位
| 年 度    | チ ｜ ム | リ ｜ グ | 試 合 | 勝 利 | 敗 戦 | 勝 率 | 順 位 | 備 考         |
| -------- | -------- | -------- | ----- | ----- | ----- | ----- | ----- | ------------- |
| 1916     | C I N    | N L      | 69    | 25    | 43    | .368  | 7     | 7月21日～     |
| 1917     | C I N    | N L      | 157   | 78    | 76    | .506  | 4     |               |
| 1918     | C I N    | N L      | 119   | 61    | 57    | .517  | 3     | 開幕～8月25日 |
| 通算成績 | 通算成績 | 通算成績 | 345   | 164   | 176   | .482  |       |               |